# Gare du Nord (straat)
Gare du Nord is de naam van een Nederlandse straat in het nieuwe "Centrumgebied" van Amsterdam-Noord (CAN).
Het nieuwe schoolgebouw Community College Noord, waarin sinds 2012 de Bredero Mavo en een vestiging van het ROC van Amsterdam (MBO College Noord) zijn ondergebracht, kreeg hiermee een adres. In hetzelfde gebouw, tussen Gare du Nord en Termini, zijn ook kantoren gevestigd.  In de "plint", onder in het gebouw, bevinden zich verscheidene winkels. Naast het schoolgebouw staat, op de hoek van Gare du Nord met de Elzenhagensingel, een appartementencomplex.
Aan de straat ligt het metrostation Noord, het begin- en eindpunt van metrolijn 52 (de Noord/Zuidlijn).
De nieuwe straten in de stationsomgeving zijn genoemd naar grote stations in Europese wereldsteden: Gare du Nord (Parijs), Termini (Rome) en King's Cross (Londen).

## Galerij

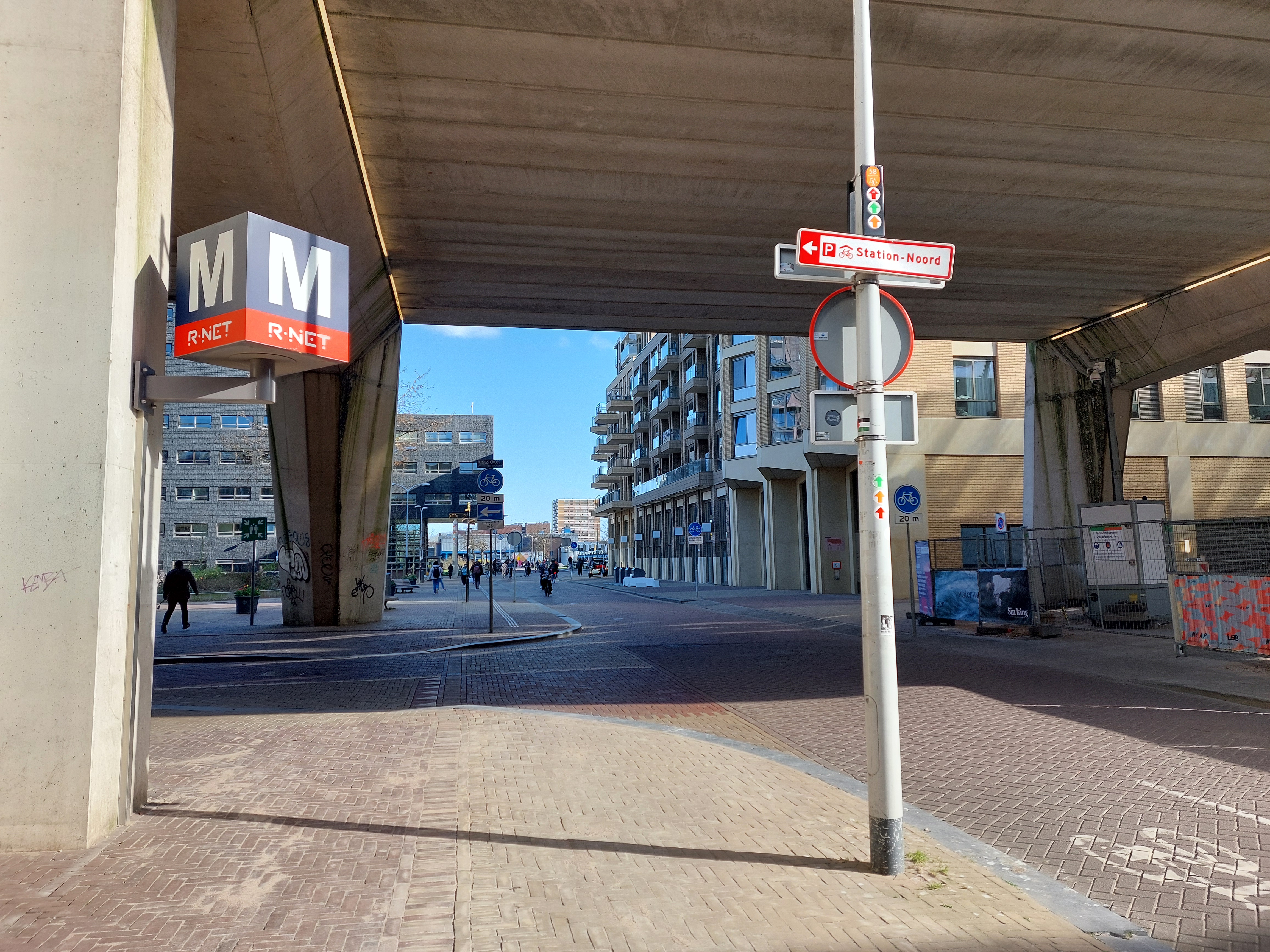
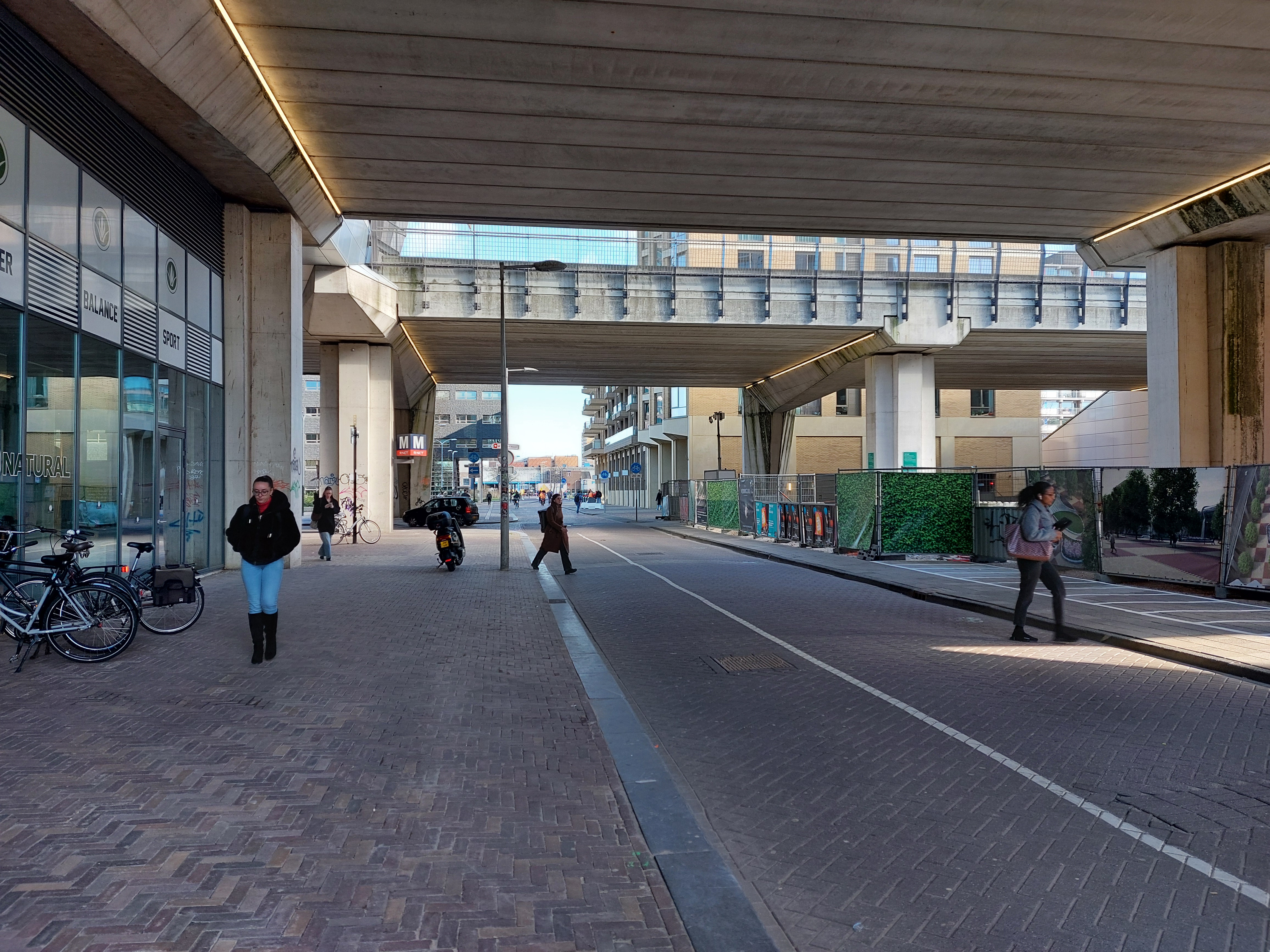
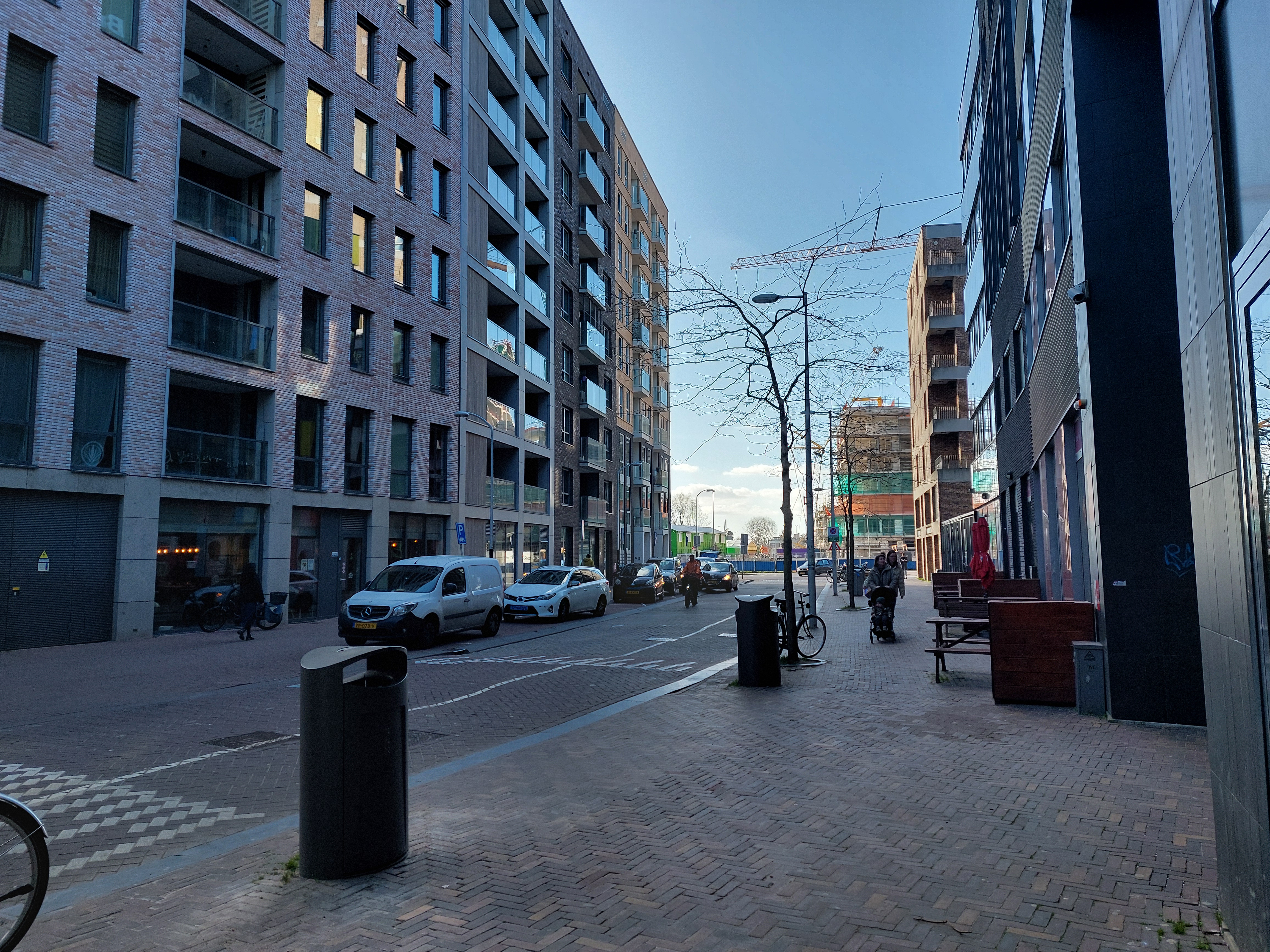